# Liu Huang A-tao
Pour les articles homonymes, voir Liu.
Liu Huang A-tao (1923 - 1er septembre 2011) était une militante taïwanaise. Elle est l'une des milliers de femmes ayant vécu à Taïwan lors de la domination japonaise et contraintes à l'esclavage sexuel en tant que femmes de réconfort par les militaires Japonais pendant la Seconde Guerre mondiale. Liu Huang est devenu la première femme taïwanaise à poursuivre le gouvernement japonais pour obtenir une compensation et des excuses publiques en 1999, une demande fait avec huit autres femmes de réconfort survivantes. Sa campagne publique pour une compensation, lui a valu le surnom de Grandma A-tao,.

## Biographie

### Captivité durant la Seconde Guerre mondiale
Liu Huang, qui avait 19 ans à l'époque, entre dans le corps infirmiers japonais en 1942, pendant la Seconde Guerre mondiale,. On lui promet un poste d'infirmière dans le domaine médical pour les forces japonaises, mais au lieu de cela, elle est détenue comme esclave sexuelle en tant que femme de réconfort pour les troupes japonaises,. Liu Huang est alors envoyée en Indonésie, où elle est immédiatement forcée de travailler dans un bordel près d'un champ de bataille dès sa descente du navire de transport. Elle est gravement blessée lors de violents combats trois jours seulement après son arrivée en Indonésie. Liu Huang doit subir une hystérectomie en raison de la gravité de ses blessures. Elle survit mais reste forcée de travailler comme femme de réconfort pour les Japonais pendant les trois années suivantes, en dépit de ses blessures.

### Après-guerre
Liu Huang retourne à Taiwan en 1945, après la capitulation du Japon et la fin de la Seconde Guerre mondiale. Cependant, elle garde secrète son expérience en tant que femme de réconfort après la guerre. Liu Huang épouse en rentrant un soldat taïwanais à la retraite et adopte un enfant avec son mari. Cependant, son expérience en tant que femme de réconfort a laissé une profonde cicatrice émotionnelle.

### Activisme
Les expériences du programme des femmes de réconfort survivantes ont été largement ignorées pendant des décennies pendant l'après-guerre en Asie. La question émerge finalement dans la sphère publique durant les années 1980, quand un groupe de survivants du pays voisin de Corée du Sud déposent plusieurs actions en justice contre le gouvernement japonais. Des documents ont été découverts en 1991 qui forcèrent le gouvernement japonais à faire des excuses et déclarer que le gouvernement a « des remords pour tous ceux qui, indépendamment de son lieu d'origine, a souffert d'une incommensurable douleur et d'incurables blessures psychologiques ».
Liu Huang, qui est restée largement silencieuse sur sa propre expérience pendant des décennies, est encouragée par les actions des anciennes femmes de réconfort sud-coréennes. En 1995, le Japon offre des compensations pour les crimes de guerre commis contre les femmes de réconfort par le biais d'un programme appelé Asian Women's Fund. La plupart des survivants refusent l'offre privée. Cette même année, Liu Huang, inspirée par le mouvement sud-coréen, commence à rencontrer d'autres survivantes taïwanaises à travers la Taipei Women's Foundation, une organisation qui vise à défendre les droits des anciennes femmes de réconfort.
En 1999, Liu Huang devient la première ancienne femme de réconfort taïwanaise à déposer une plainte contre le gouvernement japonais et à revendiquer publiquement des excuses pour son emprisonnement forcé et son esclavage sexuel pendant la guerre,. Sa plainte est déposée avec le témoignage de huit autres taïwanaises survivantes. Interrogée à propos de son expérience, elle répond « Ce n'est pas nous, mais le gouvernement japonais, qui devrait avoir honte », faisant écho aux slogans du mouvement des anciennes femmes de réconfort sud-coréennes des années 1980.
Chacune des plaintes déposées par Liu Huang est rejetée par les tribunaux japonais, dont la première en 2002. Dans une interview sur ces rejets, Liu Huang dit à un journaliste : « Nous sommes toutes les filles chéries aux yeux de nos parents. Depuis que l'armée Japonaise nous a privé de notre virginité, il n'est pas trop d'exiger des excuses de ce gouvernement. » La Taipei Women's Rescue FoundationTaipei, qui a soutenu Liu Huang, change de tactique et décide de collaborer avec des groupes juridiques au Japon et en Corée du Sud afin de plaider pour un changement de la législation de la Diète japonaise pour traiter les griefs des anciennes femmes de réconfort,. La proposition d'indemnisation est présentée au Parlement par le Parti démocrate du Japon, qui est le principal parti de l'opposition à l'époque, mais la législation est rejetée. La plus récente plainte de Liu Huang date de 2010 à Tokyo.
Liu Huang meurt d'une crise cardiaque le 1err septembre 2011, à l'âge de 90 ans. Sa mort laisse au nombre de dix, les femmes de réconfort survivantes taïwanaises dans l'attente de la présentation d'excuses,. Ses funérailles ont lieu le 10 septembre 2011, dans le sud de la ville de Kaohsiung à Taiwan. La ville de Taipei annonce quelque temps plus tard l'idée de construction d'un monument à la mémoire des femmes de réconfort dans district de Datong.